# Thai Airways
Thai Airways International (thajsky: บริษัท การบินไทย จำกัด) je thajský národní letecký dopravce. Operuje z letiště Suvarnabhumi a je jedním ze zakládajících členů Star Alliance. Celkově Thai společně se svou sesterskou společností Thai Smile v roce 2016 létá do 81 destinací ve 37 zemích a provozuje více než 90 letadel.
V roce 2012 bylo společnosti doručeno první z šesti objednaných letadel Airbus A380.
V roce 2017 začaly Thai Airways poprvé létat z Vídně do jihovýchodní Asie.

## Reakce napandemii covidu-19v roce 2020
- Thai Airways s majoritním státním podílem apeloval na vládu, aby jí pomohla zastavit převzetí letadel cizími věřiteli. Aerolinka hledala pomoc u státu, neboť jen ten ji mohl zachránit kvůli výši kontraktů a právních závazků.
- V květnu 2020 stát vstoupil do firmy a poskytl jí půjčku 50 miliard bathů. O týden (20.5.2020) později tato půjčka byla zrušena a vláda nechala Thai Airlines zbankrotovat kvůli celkovému dluhu aerolinek. Tímto způsobem se bude moci společnost restrukturalizovat. [1] [2]

## Fotogalerie

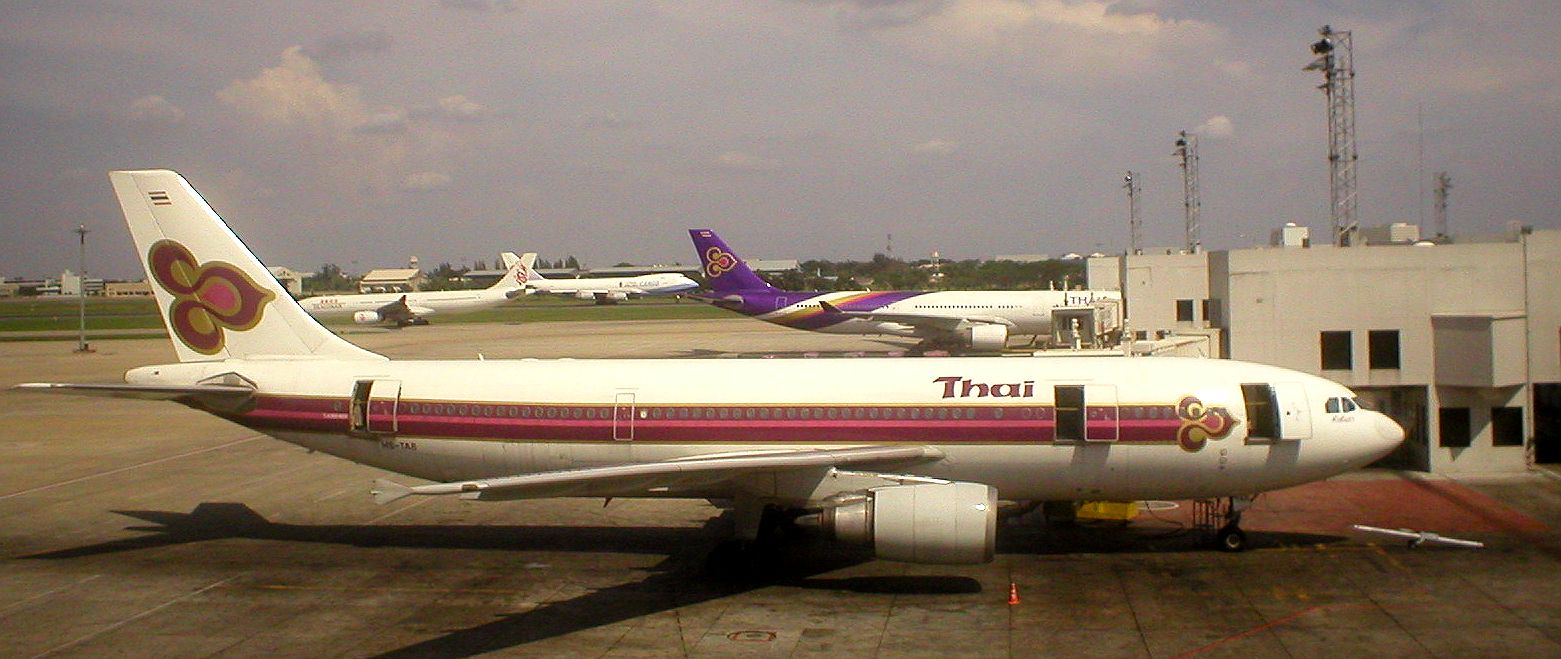
Airbus A300-600R
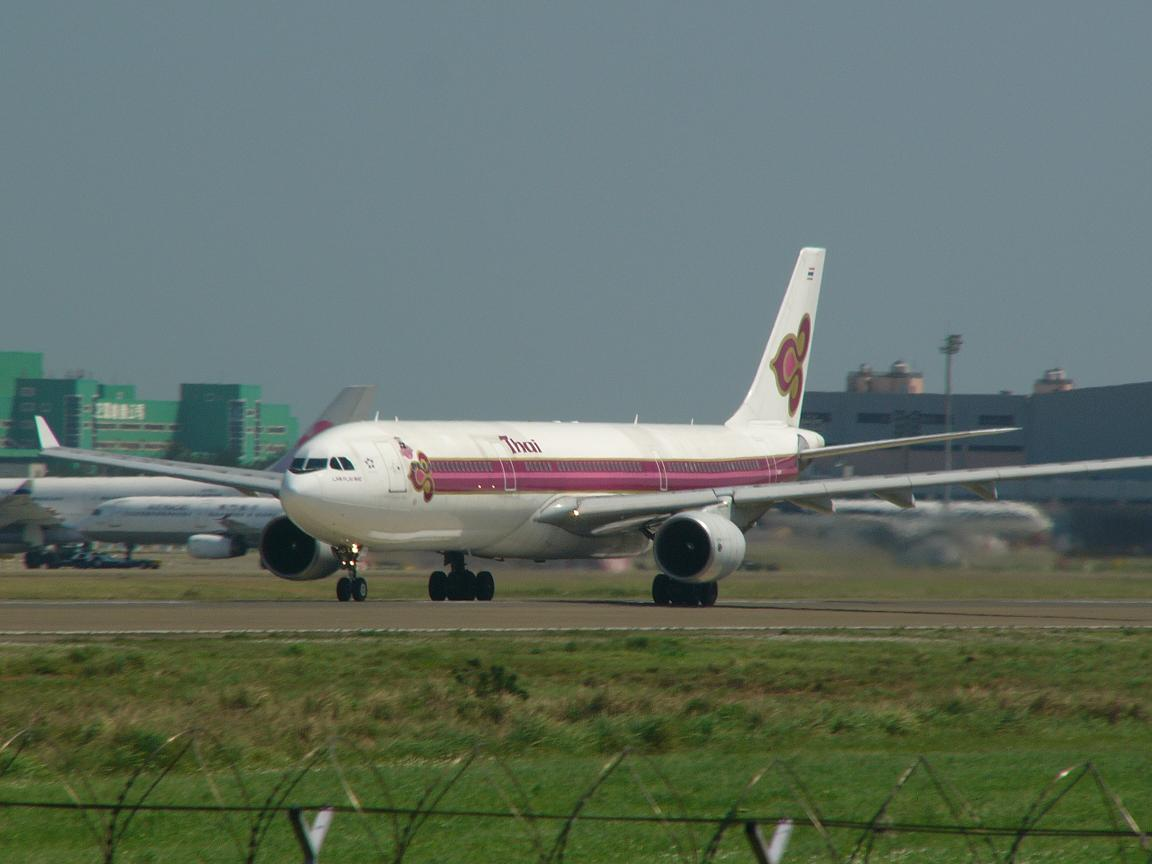
Airbus A330-300
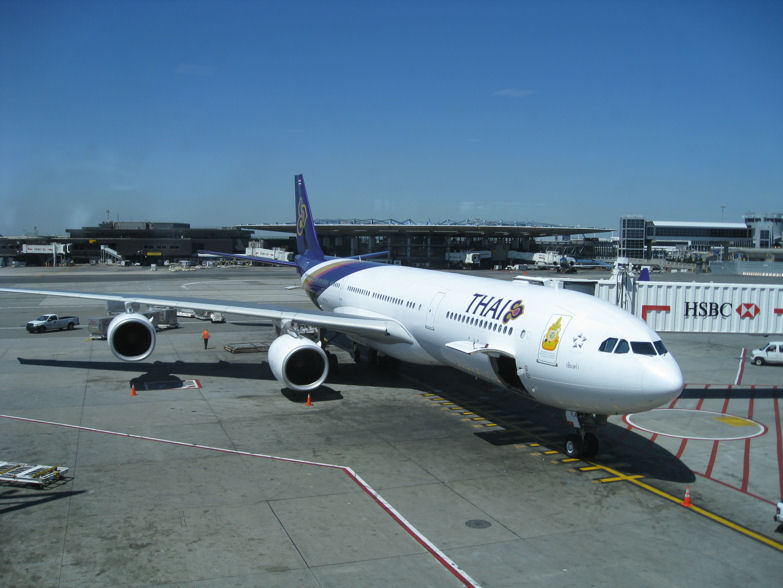
Airbus A340-500
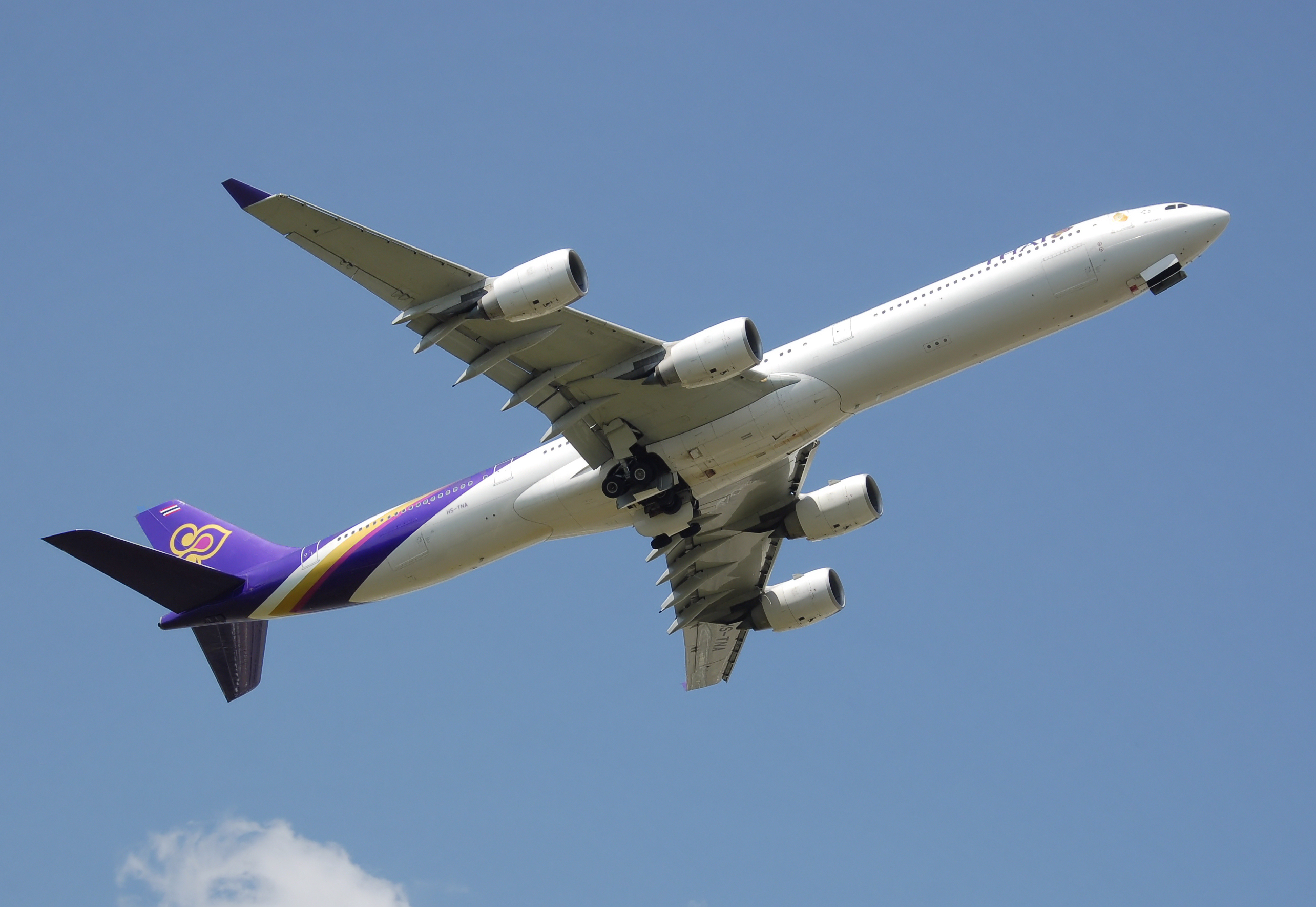
Airbus A340-600
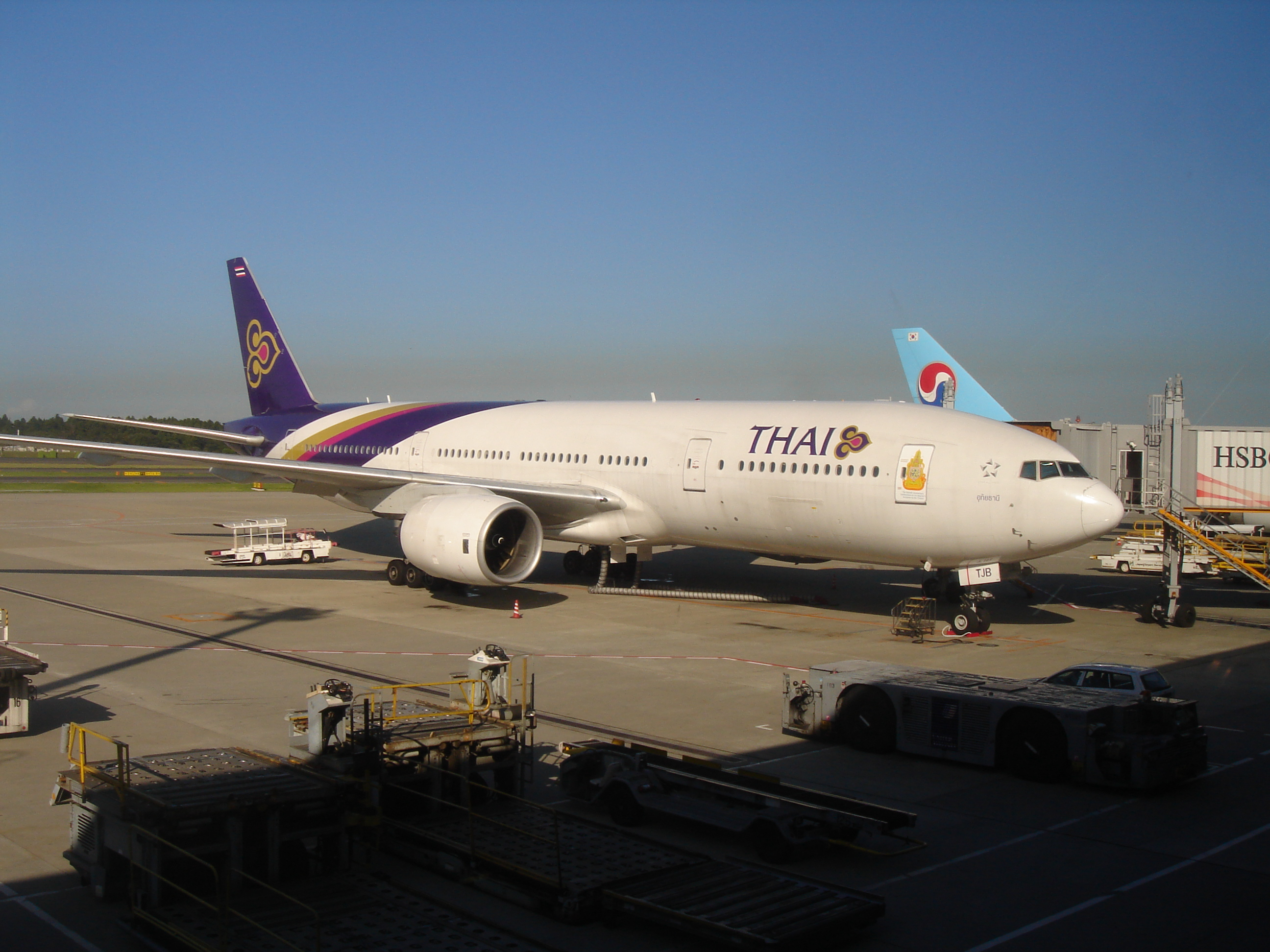
Boeing 777-200